# Egor Gaidar

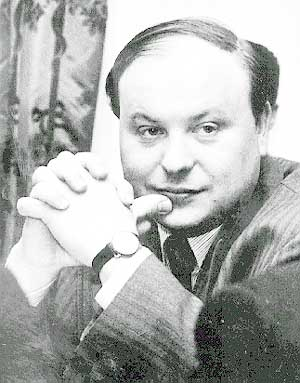
Egor Gaidar.

Egor Gaidar (n. 19 martie 1956 — d. 16 decembrie 2009) a fost un economist și om politic rus, care a îndeplinit funcția de prim-ministru interimar al Federației Ruse (15 iunie - 14 decembrie 1992).
A fost nepotul scriitorului Arkadi Gaidar.